# Lincolns stift
Lincolns stift, engelska: Diocese of Lincoln, är ett anglikanskt stift inom Engelska kyrkan, tillhörande Canterbury kyrkoprovins.
Stiftet grundades på 600-talet, och var under medeltiden landets största stift med en betydande geografisk omfattning. Efter flera delningar under medeltiden, vid reformationen och under industrialiseringen motsvarar den geografiska omfattningen idag det ceremoniella grevskapet Lincolnshire.
Stiftsstad är Lincoln, domkyrka är Lincolns katedral och stiftets biskop är sedan juli 2023 Stephen Conway.

## Historia

### Grundande och tiden fram till Normandiska erövringen
Historiskt är Lincolns stift ett av de äldsta i England, grundat som Leicesters stift år 679. Under 800-talet flyttades biskopssätet till Dorchester on Thames i Oxfordshire. Stiftet slogs sedermera ihop även med Lindseys stift. Under Remigius de Fécamp, biskop av Dorchester under Vilhelm Erövrarens regering, kom biskopssätet 1072 att flyttas till sin nuvarande plats i Lincoln. Det därmed bildade Lincolns stift omfattade från början ett mycket stort område, i söder till dagens Reading och Oxford vid floden Themsen och norrut så långt som till floden Humber.

### Högmedeltiden
Fram till 1109 ingick Cambridgeshire och Island of Ely i Lincolns stift. På förslag förslag av abbot Richard av benediktinerklostret i Ely delades det då upp, för att underlätta biskopens pastorala tillsyn. Frågan diskuterades vid konsiliet i London i maj 1108. Den fick påvligt godkännande i november samma år. Det dröjde dock ytterligare ett år innan stiftet formellt grundades, när kung Henrik I av England skrev under ett privilegiebrev i oktober 1109.

### Grundande och tillsyn av universitet
Biskopen av Lincoln har sedan senmedeltiden haft tillsyn över kollegier vid universiteten i Cambridge och Oxford. När Henrik VI lät grunda King’s College i Cambridge 1441 såg han samtidigt till att utverka påvliga bullor för att kollegiet skulle vara direkt underställt biskopen av Lincoln; därmed skulle det exkluderas från stiftsbiskopens (biskopen av Ely) och ärkebiskopen av Canterburys inflytande. Lincoln hade periodvis både den andliga och värdsliga makten inom kollegiet, och man och är fortsatt dess visitator.
Lincolnbiskopen Richard Fleming grundade år 1427 Lincoln College i Oxford, med målet att vederlägga John Wycliffe och Lollarderna. Kollegiet har allt sedan dess stått under tillsyn av biskopen av Lincoln. Biskop William Smyth var år 1514 en av de två grundarna till Brasenose College. Även här fungerar biskoparna av Lincoln som visitator. Tidigare var biskopen av Lincoln även visitator för Balliol college (fram till 1691) och Oriel college, båda i Oxford.
Forskaren Andrew Foster har visat att visitatorerna vid Oxfords universitet formellt hade stor makt att tolka kollegiets stadgar och avgöra dess tvister, avsätta föreståndare och ledamöter (engelska: fellows) samt visitera eller granska verksamheten. Hans forskning visar dock att visitatorn spelat en begränsad roll, och främst agerat eller avgjort ärenden när kollegiet tagit initiativ till konfliktlösning.

### Reformationen och modern tid
I samband med reformationen, då Henrik VIII lät dela vissa av de största engelska stiften, kom 1541 Oxfords stift och Peterborough stift att bildas ur delar av Lincolns stift.
Ytterligare gränsomdragningar under 1800-talet ledde till att stiftet förlorade stora delar av sitt historiska område.

## Organisation

### Biskopen av Lincoln
Biskopen av Lincoln är stiftsbiskop. Han eller hon leder stiftet och utövar den pastorala tillsynen över församlingar och präster. Biskopen leder biskopskollegiet, biskopens råd och stiftssynoden. Biskopssäte är Lincoln, och domkyrka är katedralen i Lincoln.
Sedan november 2023 är Stephen Conway biskop av Lincoln, som den 73:e i ordningen. Conway var även tillförordnad biskop i stiftet 2022–2023, och därförinnan biskop av Ely sedan 2010. Sedan 2014 har Conway säte i parlamentets överhus, som en av de 26 andliga lorderna (Lords spiritual).

### Suffraganbiskopar
Sedan 1534 har Engelska kyrkan som stöd till stiftsbiskopen utsett suffraganbiskopar. En suffraganbiskop utövar sitt ämbete på stiftsbiskopens delegation, och uppgifterna kan skilja sig kraftigt åt mellan stiften.
I Lincolns stift finns två suffraganbiskopar, biskopen av Grimsby och biskopen av Grantham. De verkar parallellt med biskopen, på dennas delegation, över hela stiftet. Varje biskop har också särskilda ansvarsuppgifter och ett geografiskt område där hen svarar för den pastorala tillsynen.
Biskop av Grimsby är sedan 2014 David Court; han har pastoralt ansvar för nordöstra och norra Lincolnshire samt västra och östra Lindsey. Court har också strategiskt ansvar för missionsverksamhet samt leder stiftets utvecklingsarbete för stadskyrkor. I februari 2025 meddelade stiftet att Court avser att gå i pension den 31 juli 2025, och att processen med att utse hans efterträdare inletts.
Biskop av Grantham är sedan 2015 Nicholas Chamberlain; han har pastoralt ansvar för Boston, Lincoln, norra och södra Kesteven samt södra Holland. Han har strategiskt ansvar för kallelse och tjänst och leder stiftskansliets arbete med mångfald och inkludering.

### Biskop för alternativ episkopal tillsyn
Sedan 1992 respektive 2014 tillåter Engelska kyrkan prästvigning och biskopsvigning av kvinnor. Parallellt har kyrkan även erbjudit lösningar för församlingar som av teologiska skäl inte vill betjänas av en kvinnlig präst eller stå under en kvinnlig biskop. Systemet kallas alternativ episkopal tillsyn (engelska: Alternative Espicopal Oversight, AEO) och är utformat så att församlingens kyrkoråd kan begära att ställas under en biskop som delar församlingens ämbetssyn. De biskopar som ansvarar för den alternativa tillsynen kallas Provincial Episcopal Visitors (PEV) och är verksamma i flera stift.
De anglo-katolska församlingar i Lincolns stift som begärt alternativ episkopal tillsyn står under biskopen av Richborough. Lincolns stift har inga lågkyrkliga församlingar av konservativ evangelikal inriktning som begärt alternativ episkopal tillsyn.

### Stiftssynod
I Engelska kyrkan är det biskopen som styr stiftet, med råd och samtycke av representanter för stiftets präster och lekmän, samlade i stiftssynoden (engelska: Diocesan Synod). Synoden diskuterar de ärenden som rör stiftet eller som biskopen eller Generalsynoden lägger fram för beslut. Det är också stiftssynoden som beslutar om budget och godkänner redovisningen av stiftets ekonomiska förvaltning. Däremot kan stiftssynoden inte formulera kyrkans tro eller lära; det ansvaret vilar på Generalsynoden.
Merparten av ledamöterna i stiftssynoden väljs av dekanaten, medan några ledamöter deltar ex officio eller väljs in av stiftssynoden själv eller av biskopen. Synoden är indelad i biskoparnas, prästernas och lekmännens hus. I huvudsak samlas alla ledamöter gemensamt, och beslut fattas med enkel majoritet. Vissa frågor kräver dock majoritet i vart och ett av husen, och när frågor berör präster och lekmän på olika sätt kan husen också hålla separata samlingar och omröstningar. Biskopen har möjlighet att utöva veto i de flesta av synodens beslut.

### Biskopens råd
Biskopens råd är ett rådgivande organ för stiftsbiskopen och en permanent kommitté för stiftssynoden. Rådet bereder ärenden och planerar stiftssynodens möten, verkställer synodens beslut och fattar beslut i dess ställe när synoden inte sammanträder. Biskopen diskuterar frågor om stiftets ledning med rådet. Rådet kan också utse ledamöter och representanter i andra kommittéer och grupper, och det formulerar policy för stiftets inre liv och verksamhet.
Den juridiska personen Lincolns stift utgörs av Lincoln Diocesan Trust and Board of Finance, vilken förvaltar stiftets ekonomi på uppdrag av stiftssynoden. Styrelsen äger och förvaltar stiftets fastigheter och övriga tillgångar, och den har ett särskilt ansvar för försäkringar, pensionsavsättningar och stiftets anställda. I Lincolns stift utgörs denna styrelse av ledamöterna i stiftssynoden.
Enligt kyrkoordningen måste varje stift också ha en missions- och pastoralkommitté. I Lincolns stift fullgörs denna uppgift av biskopens råd.

### Stiftsindelning
Lincolns stift är indelat i tre ärkediakonat, nämligen Boston, Lincoln och Stow and Lindsey, vilka vart och ett leds av en ärkediakon. Uppdraget innebär att under biskopens ledning ansvara för att visitera församlingar, övervaka det demokratiska arbetet på församlings- och dekanatsnivå, stödja och ha tillsyn över präster och diakoner samt fullfölja biskopens ansvar vad gäller kyrkobyggnader och övriga fastigheter.
Ärkediakonaten är i sin tur indelade i dekanat. Dekanaten leds av en präst som kallas Area Dean eller Rural Dean (dekan) och en lekmannaordförande. Varje dekanat har en egen synod, bestående av dekanatets präster samt valda lekmän från alla församlingar i området.
Utöver Engelska kyrkans formella struktur har Lincolns stift utvecklat en egen organisationsform. Under 2023 inrättades nio dekanatspartnerskap (Deanery Partnerships, DP), med målet att skapa samverkan mellan olika typer av församlingar över församlings- och dekanatsgränser, för att på så sätt stärka verksamheten. Dekanpartnerskapen utgår i högre grad från den civila kommun- och regionindelningen och påverkar hur stiftsfinansierade prästtjänster ska fördelas inom området. Partnerskapen ska också utveckla missionen i området, bidra med missionsresurser och stimulera till ökad ekonomisk insamling. Till varje partnerskap knyts administrativa resurser som finansieras via stiftet, med målet att avlasta präster från administrativa uppgifter. Biskopen har också utsett särskilda Partnerskapsdekaner för dessa områden. De dekanpartnerskap som önskar kan sedan delas in i lokala missionspartnerskap (Local Mission Partnerships, LMP).

## Stiftsgemensamma verksamheter

### Skolor
Enligt kyrkoordningen ska varje stift ha en särskild skolöverstyrelse, vars huvudsakliga uppgift är att stötta all undervisning i stiftet som utgår från Engelska kyrkans tro och praktik. Skolöverstyrelsen ska också främja religionsundervisning och gudstjänstliv i skolorna i stiftet, stötta skolor som drivs av kyrkan samt främja samarbete mellan kyrkan och människor verksamma inom utbildningssektorn.
Skolöverstyrelsen samverkar med 142 anglikanska skolor i stiftet, med totalt mer än 26 000 elever. Merparten vänder sig till barn i åldrarna 4–11 år.
Skolöverstyrelsen är huvudman i skolorna, oavsett om de är organiserade som egna stiftelser, academies eller friskolor, och kan utöva tillsyn över skolornas styrelser. En viktig del i skolöverstyrelsens arbete är därför att rekrytera, utse och utbilda styrelseledamöter i de lokala skolorna. Vissa styrelseledamöter utses också direkt av församlingarna, och ett fåtal tjänstgör i styrelserna ex officio. Stiftet erbjuder även stöd vid rekrytering av rektor samt uppföljningsbesök och utbildning hos nya rektorer.

### Teologisk utbildning
Tillsammans med flera andra stift inom Engelska kyrkan samt Storbritanniens Baptistunion är Lincolns stift huvudman för St Hild College, ett teologiskt college inriktat på präst-, pastors- och diakonkandidater inom de båda samfunden.
Stiftets interna teologiska fortbildningsutbildningar bedrivs inom ramen för College of St Hugh. Här organiseras även stöd till prästkandidater och nyligen vigda präster och diakoner.